# وليام دي فول
وليام دي فول (بالإنجليزية: William De Vaull)‏ مواليد 12 ديسمبر 1870 في سان فرانسيسكو - الوفاة 4 يونيو 1945 في هوليوود، الولايات المتحدة، هو ممثل أمريكي بدأ مسيرته الفنية سنة 1915. شارك في قرابة 30 فيلما. من أعماله ولادة أمة.

## روابط خارجية
- وليام دي فول على موقع IMDb (الإنجليزية)
- وليام دي فول على موقع أول موفي (الإنجليزية)
- وليام دي فول على موقع قاعدة بيانات الأفلام السويدية (السويدية)
- وليام دي فول على موقع قاعدة بيانات الفيلم (الإنجليزية)